# Carolyn Christov-Bakargiev

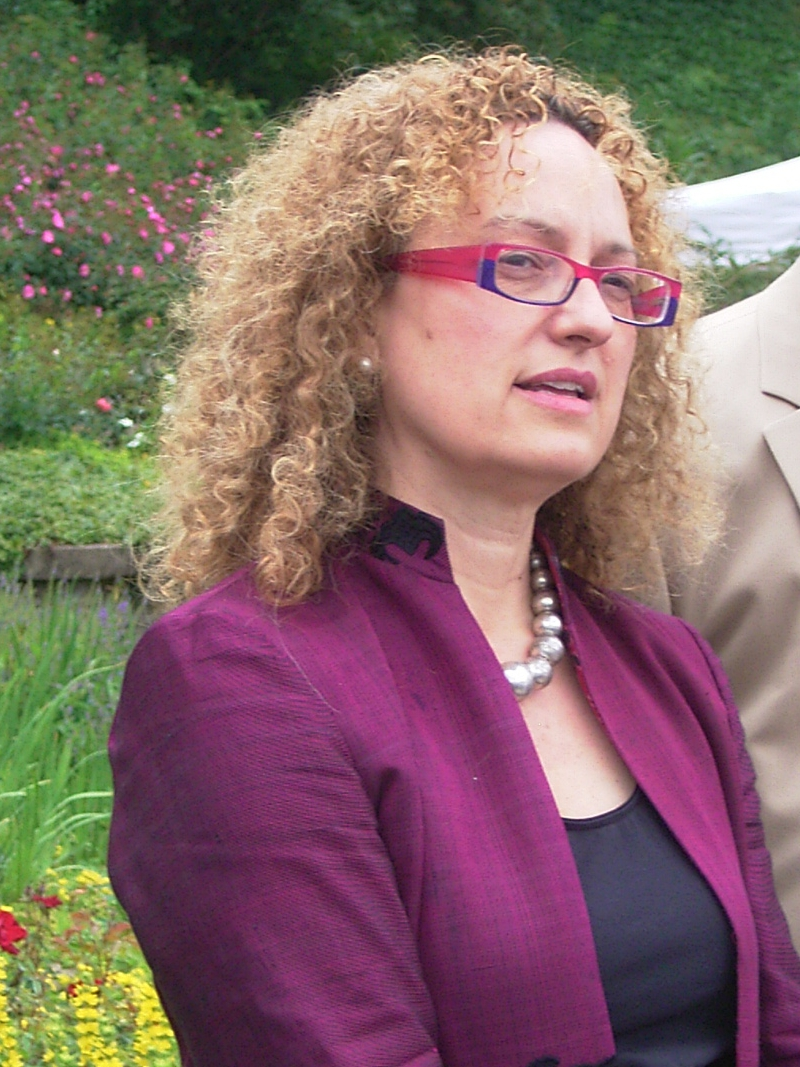
Carolyn Christov-Bakargiev (2010)

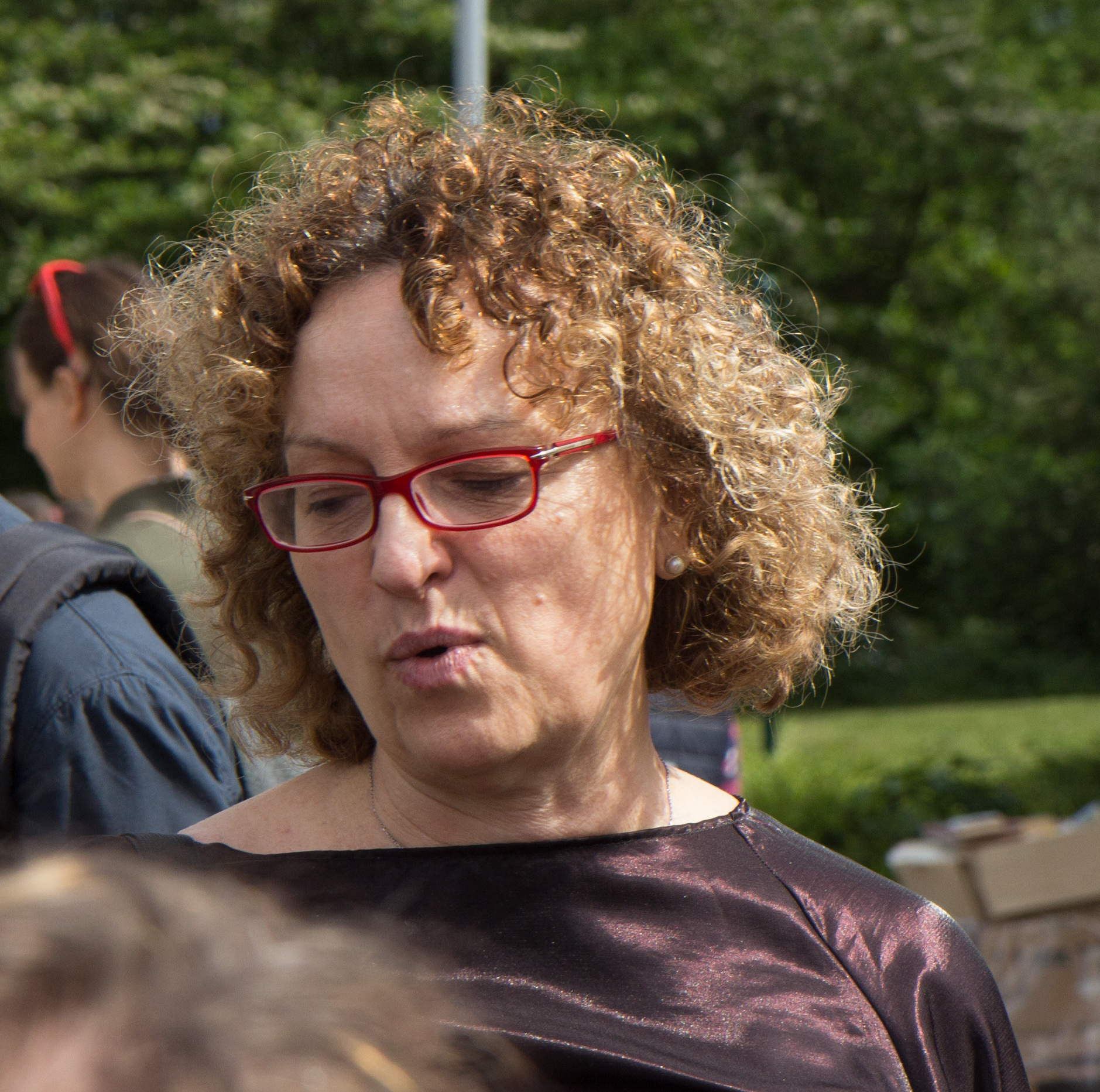
Carolyn Christov-Bakargiev (2017)

Carolyn Christov-Bakargiev (* 2. Dezember 1957 in Ridgewood, New Jersey) ist eine US-amerikanisch-italienische Kunsthistorikerin und Kuratorin bulgarischer Abstammung. Sie war künstlerische Leiterin der dOCUMENTA (13) 2012 in Kassel.

## Leben und Werk
Christov-Bakargiev wuchs in Washington, D.C. auf. Ihre Eltern hatten sich vor ihrer Emigration in die USA in Turin kennengelernt. Ihr Vater war ein Arzt, der aus Bulgarien nach Italien geflohen war, ihre Mutter war eine italienische Archäologin. Ihre Eltern trennten sich 1964 und Christov-Bakargiev blieb bei der Mutter. Die mütterliche Wohnung in Washington war in dieser Zeit Treffpunkt von Gegnern des Vietnamkriegs, aber auch junger Künstler und Schriftsteller.
Sie hat die italienische und die US-Staatsbürgerschaft. Nach ihrem Baccalauréat an einer französischen Schule in Washington ging sie nach Europa und studierte in Italien Literatur, Philologie, Sprachen und Kunstgeschichte an der Universität Pisa. 1981 schloss sie ihr Studium mit einer Arbeit über das Verhältnis zwischen amerikanischer Malerei und Poesie der 1950er Jahre ab, mit einem Schwerpunkt auf Frank O’Hara und seinem Verhältnis zur Kunst des Abstrakten Expressionismus. Anschließend zog sie nach Rom und begann, Kunstkritiken für Tageszeitungen zu schreiben, unter anderem für Reporter und Il Sole 24 Ore. Ihr Interesse galt vornehmlich der Avantgarde des frühen 20. Jahrhunderts und der zeitgenössischen Kunst. Ihre Betrachtungen zur italienischen Arte Povera hat sie 1999 in einem Buch bei Phaidon Press, London, veröffentlicht, und sie gilt weltweit als eine Expertin dieser Bewegung.
Nachdem sie lange Zeit als unabhängige Ausstellungsmacherin gearbeitet hatte, übernahm sie 1999 eine Stelle als Seniorkuratorin am New Yorker P.S.1, einem Ableger des Museum of Modern Art. Sie arbeitete dort für drei Jahre, und hat unter anderem die erste Ausgabe von „Greater New York“ zusammen mit anderen Kuratoren und Kuratorinnen des P.S.1/MoMA initiiert. Von 2002 bis 2008 war sie Chefkuratorin des Museo di Arte Contemporanea im Castello di Rivoli in Turin und 2009 wurde sie dessen Interims-Direktorin. Als Kuratorin war sie weltweit tätig, so 2008 als Leiterin der 16. Biennale of Sydney mit dem Titel „Revolutions – Forms That Turn“. Ihr gelang es, die Besucherzahlen der Biennale gegenüber 2006 um mehr als 37 % auf 435.000 zu erhöhen.
Am 3. Dezember 2008 wurde Christov-Bakargiev zur künstlerischen Leiterin der dOCUMENTA (13) berufen, die vom 9. Juni bis zum 16. September 2012 in Kassel stattfand. Sie ist nach Catherine David die zweite weibliche Kuratorin der documenta und die erste US-Amerikanerin und Italienerin. Nach freier Kuratorentätigkeit fungierte sie von 2015 bis Ende 2023 erneut als Direktorin des Museo di Arte Contemporanea im Castello di Rivoli, sowie der Galleria Civica d’Arte Moderna e Contemporanea (GAM) in Turin.
Die 'The Power 100' Liste der Zeitschrift Art Review platzierte im November 2012 Christov-Bakargiev als erste Frau auf Platz eins der einflussreichen Personen in der Modernen Kunst und erklärte: Christov-Bakargiev was ranked number one on account of her influential and globally ambitious Documenta ... Christov-Bakargiev’s expansive curating and her engagement of ideas and practices from outside the sphere of contemporary art were seen to be particularly influential, prompting discussion across the artworld.
Sie schrieb die ersten Monografien über den südafrikanischen Künstler William Kentridge (1996/97) und die kanadische Künstlerin Janet Cardiff (2011).
Carolyn Christov-Bakargiev ist mit dem italienischen Performancekünstler Cesare Pietroiusti (* 1955) verheiratet und hat zwei Töchter.

## Veröffentlichungen
- Willie Doherty. In the dark, projected works (Im Dunkeln, projizierte Arbeiten), Kunsthalle Bern, 1996, ISBN 3-85780-108-5
- William Kentridge, Palais des Beaux-Arts, Brüssel, 1998, ISBN 90-74816-09-6
- Arte Povera (Themes and Movements), Phaidon, Berlin 1998, ISBN 978-0-7148-3413-9
- Janet Cardiff, a survey of works (including collaborations with George Bures Miller), P.S. 1 Contemporary Art Center, Long Island City, 2001, ISBN 0-9704428-3-1
- The Moderns, Skira, 2003, ISBN 978-88-8491-544-3
- Pierre Huyghe, Skira, 2004, ISBN 978-88-8491-573-3
- mit David Anfam: Franz Kline (1910–1962), Skira, 2004, ISBN 978-88-8491-866-6
- A Manifesto. In: What about Activism? Hg. v. Steven Henry Madoff. New York 2019, S. 11–13.